# Viaduc de Renory
Le viaduc de Renory est un pont-rails enjambant la Meuse, reliant Fexhe-le-Haut-Clocher à Kinkempois à hauteur de Sclessin. Il porte la ligne 36A de la SNCB.

## Historique
La ligne 36A Voroux - Kinkempois fut construite à partir des années 1920 pour offrir une alternative moins pentue aux plans inclinés de Liège. Les travaux étaient pratiquement achevés vers 1930 mais il faudra attendre 1939 et la destruction accidentelle du pont du Val-Benoît pour que les voies soient posées et la ligne mise en service.
Le viaduc comporte dix arches dont neuf de 61,40 m et une de 34 m (la sixième en partant du nord). Trois des grandes arches et deux des piliers se trouvent au-dessus de la Meuse.
Le viaduc et ses alentours furent bombardés et détruits durant la Seconde guerre mondiale. Il fut reconstruit et la ligne 36A fut électrifiée en 1955.

## Utilisation
À l'heure actuelle, la ligne 36A ne voit passer en temps normal que des trains de marchandises, sauf en cas de travaux ou d'incident sur les plans inclinés.

Galerie de photographies
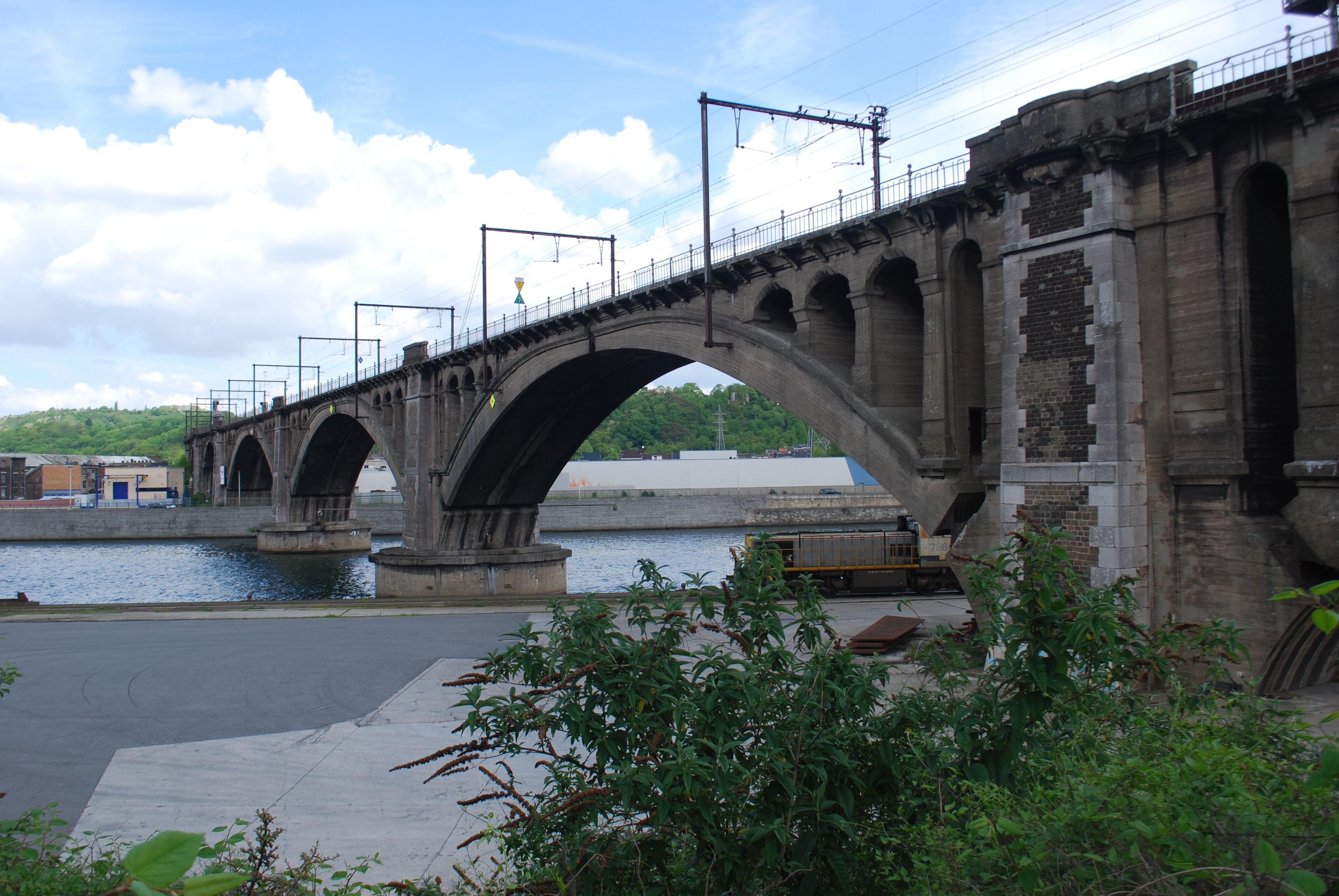
Viaduc de Renory, rive gauche.
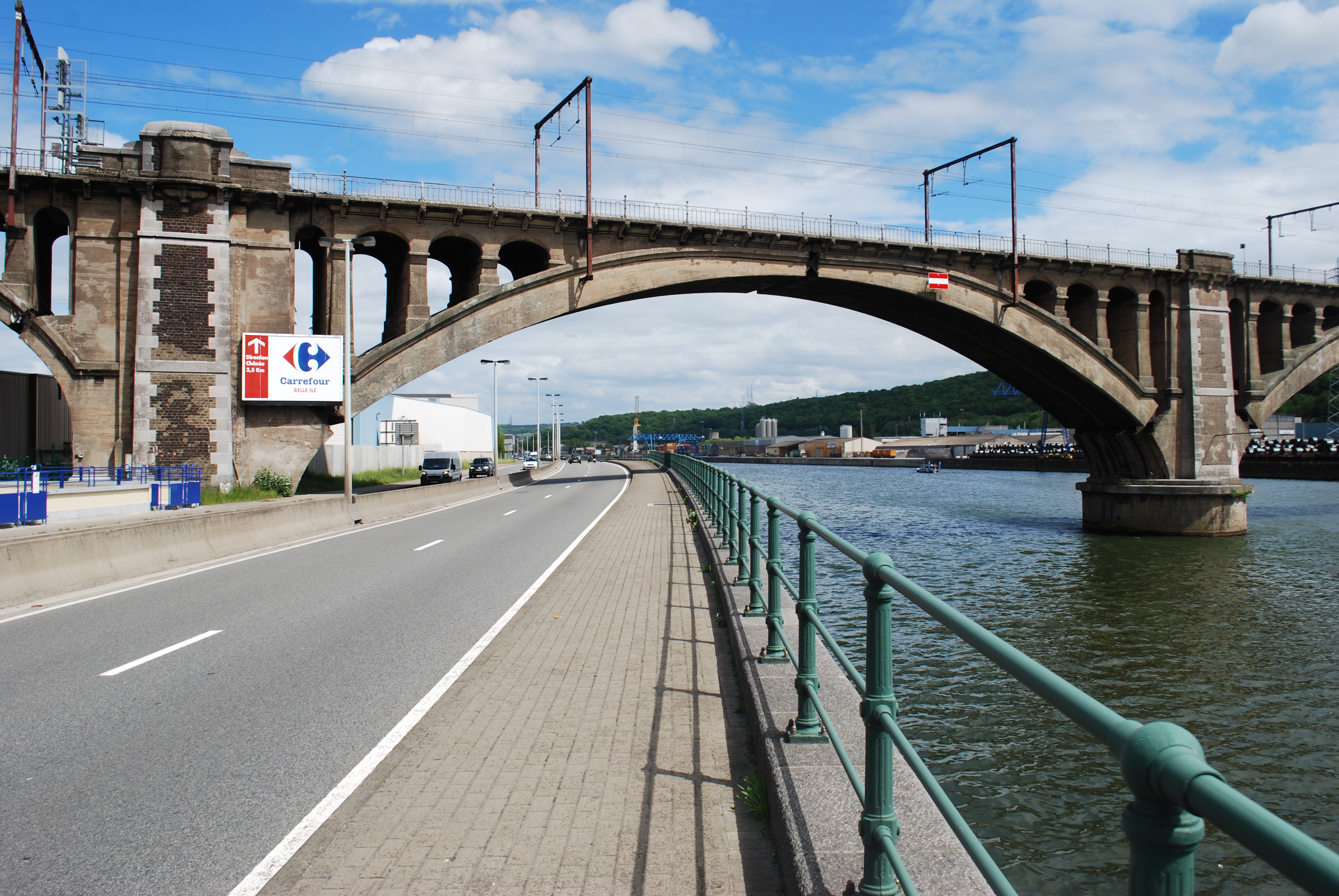
Détail d'une arche.

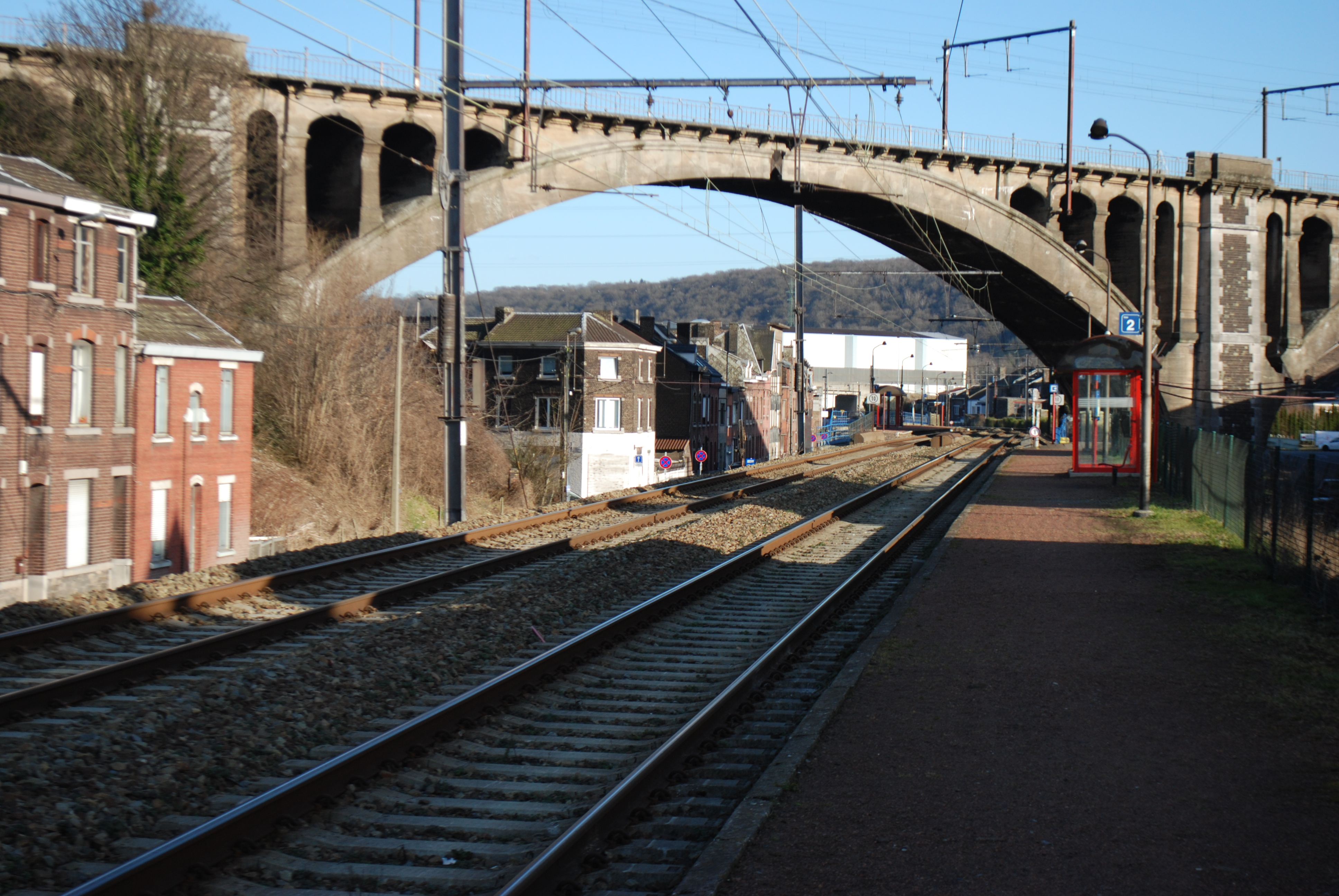
Viaduc enjambant la gare de Sclessin.
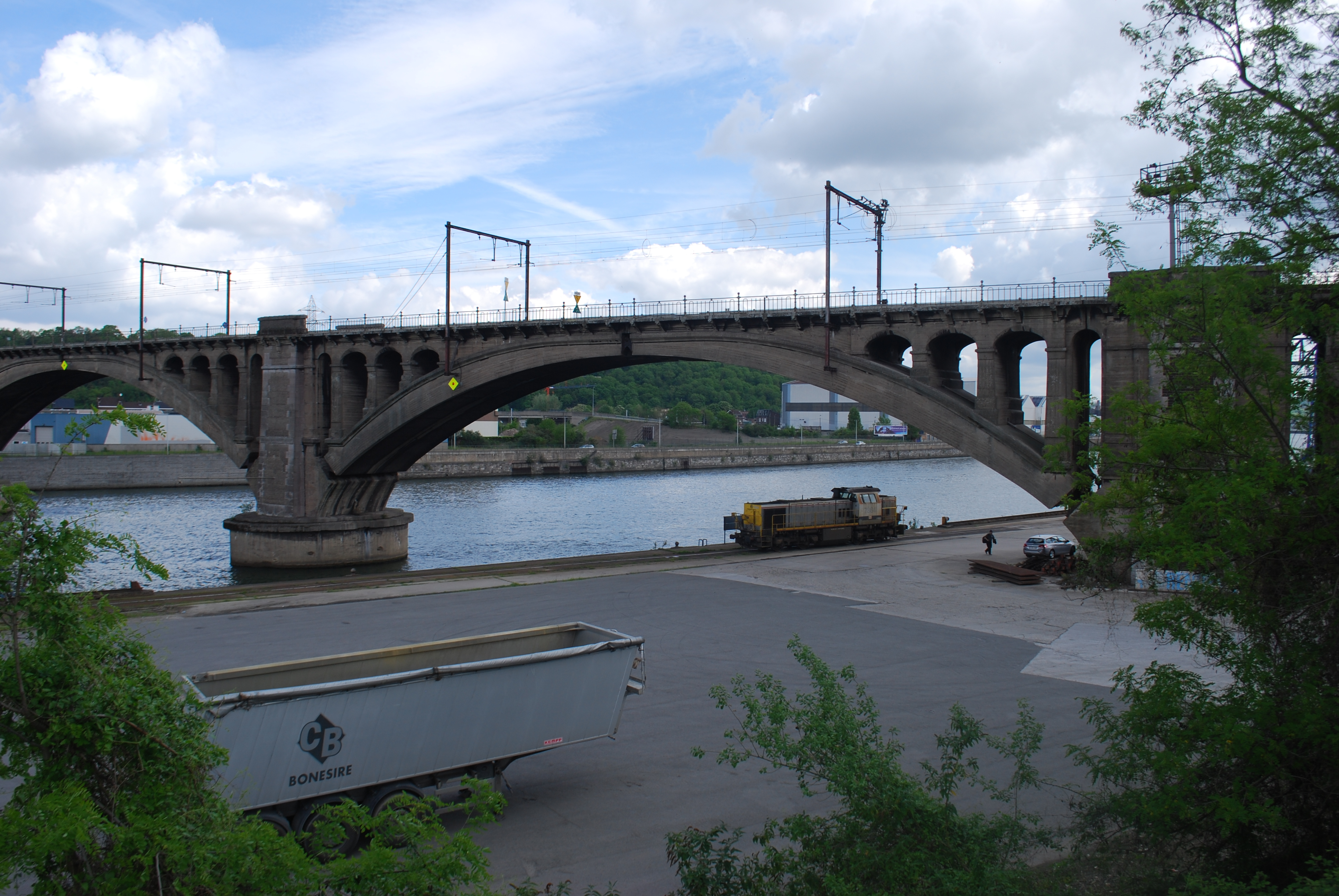
Voies de desserte du port.
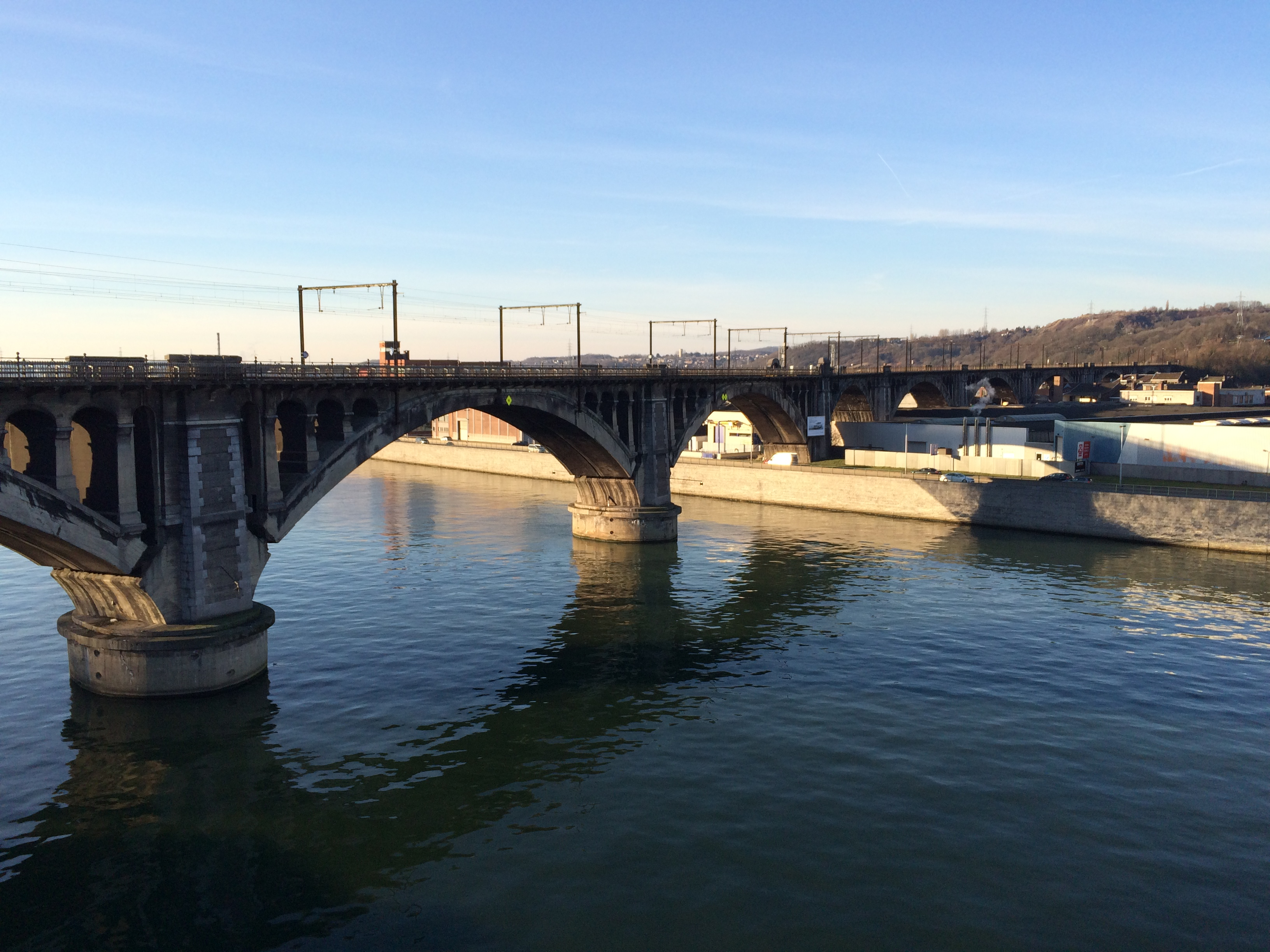
Photo prise d'un des portiques de Renory SA[3].